# Unmittelbare Bindungswirkung
Unmittelbare Bindungswirkung der Grundrechte bedeutet, dass die im Grundgesetz enthaltenen Grundrechte nicht lediglich eine Absichtserklärung sind, sondern dass sie unmittelbar gelten. Daher wird oft auch nur kurz von Grundrechtsbindung gesprochen.
Damit ist der Ausdruck also der Name bzw. die Substantivierung dessen, was Art. 1 Abs. 3 GG in verbaler grammatischer Form bestimmt: „Die nachfolgenden Grundrechte binden Gesetzgebung, vollziehende Gewalt und Rechtsprechung als unmittelbar geltendes Recht.“
Unter Berufung auf unmittelbares Recht kann jedermann Klage erheben, ohne auf ein Gesetz verweisen zu müssen, weil für unmittelbares Recht keine Umsetzung in ein Gesetz erforderlich ist.
Die Bestimmung gilt als Reaktion darauf, dass zur Zeit der Weimarer Republik ein Teil der Grundrechte, insbesondere die sozialen, von einem Teil der Lehre und Rechtsprechung zu bloßen Programmsätzen erklärt wurden. Art. 1 Abs. 3 GG gilt deshalb vielen als großer verfassungspolitischer Fortschritt, was aber außer Acht lässt, dass die zu Weimarer Zeit umstrittenen sozialen Grundrechte ohnehin nicht in das Grundgesetz aufgenommen wurden.
Für die meisten klassischen Freiheitsrechte war dagegen weitgehend unbestritten, dass sie unmittelbar geltendes Recht sind. Deren Gefährdung ging weniger von einer etwaigen Abwertung zu Programmsätzen aus, als vielmehr von dem – insbesondere in der Übergangszeit von der Weimarer Präsidialdiktatur zum Nationalsozialismus vielfach genutzten – Notverordnungs-Artikel 48 II der Weimarer Verfassung, der bestimmte: „Der Reichspräsident kann wenn im Deutschen Reiche die öffentliche Sicherheit und Ordnung erheblich gestört oder gefährdet wird, die zur Wiederherstellung der öffentlichen Sicherheit und Ordnung nötigen Maßnahmen treffen, erforderlichenfalls mit Hilfe der bewaffneten Macht einschreiten. Zu diesem Zwecke darf er vorübergehend die in den Artikeln 114, 115, 117, 118, 123, 124 und 153 festgesetzten Grundrechte ganz oder zum Teil außer Kraft setzen.“
Die unmittelbare Bindungswirkung der Grundrechte (auch gegenüber dem Gesetzgeber) reicht freilich nur so weit, wie das jeweilige Grundrecht reicht. Wenn das Grundgesetz in Art. 2 Abs. 2 GG bestimmt: „Jeder hat das Recht auf Leben und körperliche Unversehrtheit. Die Freiheit der Person ist unverletzlich. In diese Rechte darf nur auf Grund eines Gesetzes eingegriffen werden.“, dann hindert die Grundrechtsbindung des Gesetzgebers gemäß Art. 1 Abs. 3 GG nicht, derartige Gesetze zu beschließen. Eine Grenze bietet hier gegebenenfalls allein die Wesensgehaltsgarantie des Art. 19 Abs. 2 GG: „In keinem Falle darf ein Grundrecht in seinem Wesensgehalt angetastet werden.“
Zu beachten ist außerdem, dass Art. 1 Abs. 3 GG von den „nachfolgenden Grundrechte[n]“ spricht. Für die Wertordnungs-Rechtsprechung des BVerfG spielt dagegen auch der davorstehende Art. 1 Abs. 1 GG eine große Rolle.